# Röd kardinal
Röd kardinal (Cardinalis cardinalis) är en välkänd nordamerikansk fågel i familjen kardinaler inom ordningen tättingar. IUCN kategoriserar arten som livskraftig.

## Kännetecken
Röd kardinal är en medelstor sångfågel. Kroppslängden är 21 centimeter. Den har en distinkt tofs på huvudet och ansiktet ser ut som en svart mask på hannen och grå på honan. Hannen är intensivt röd medan honan har en mer dämpad rödbrun ton. Fågeln sitter ofta hukad och med nedåtpekande stjärt.

## Utbredning och systematik
Röd kardinal förekommer i östra Nordamerika samt i stora delar av Mexiko. Arten delas in i 18 underarter med följande utbredning:
- cardinalis-gruppen
  - C. c. cardinalis – östra USA
  - C. c. superbus – sydöstligaste Kalifornien till Arizona, sydvästra New Mexico och norra Sonoraöknen
  - C. c. seftoni – centrala Baja California (söder till latitud 27° N)
  - C. c. igneus – södra Baja California (norra till latitud 27° N)
  - C. c. clintoni – Isla Jacques Cousteau (Californiaviken)
  - C. c. townsendi – Tiburónön (Californiaviken) och intill kusten vid Sonora
  - C. c. affinis – västra Mexiko (sydöstra Sonora till sydvästra Chihuahua och västra Durango)
  - C. c. sinaloensis – kustnära västra Mexiko (Sinaloa och Jalisco)
  - C. c. mariae – Islas Marías) (utanför västra Mexiko)
  - C. c. floridanus – sydöstra Georgia och Floridahalvön
  - C. c. magnirostris – sydöstra Texas och södra Louisiana
  - C. c. canicaudus – västra Oklahoma och västra Texas till öst-centrala Mexiko
  - C. c. coccineus – östra Mexiko (östra San Luis Potosí, Veracruz, nordost Puebla och norra Oaxaca)
  - C. c. littoralis – lågland i östra Mexico (södra Veracruz och Tabasco)
  - C. c. yucatanicus – sydöstra Mexiko (Yucatánhalvön)
  - C. c. flammiger – sydöstra Mexico (södra Quintana Roo), Belize och Petén i norra Guatemala
  - C. c. saturatus – Cozumel (utanför Quintana Roo)
- C. c. carneus – kustnära västra Mexiko (Colima till Tehuantepecnäset)

## Levnadssätt
Fågeln tenderar att sitta lågt i buskar och träd eller födosöka på eller nära marken, ofta i par. De är vanliga vid fågelmatningar. Röd kardinal äter främst frön, men också insekter och frukt. Hannen hävdar sitt revir med fågelsång. Under uppvaktningen matar hannen honan från näbb till näbb. Honan värper tre till fyra ägg, två till fyra gånger per år.

## Röd kardinal och människan

### I kulturen
Röd kardinal är en högt uppskattad fågel i Nordamerika, så pass att den utsetts till symbol för hela sju amerikanska delstater, fler än någon annan fågelart: Kentucky, Illinois, Indiana, North Carolina, Ohio, Virginia och West Virginia. Röd kardinal är också den första utsedda delstatsfågeln, av Kentucky 1926. Den är även symbol för basebollaget Saint Louis Cardinals och amerikanska fotbollslaget Arizona Cardinals. En gång i tiden var denna fågel högt uppskattad som burfågel, men denna handel är nu förbjuden i USA genom en lag som infördes 1918.

### Status och hot
Arten har ett stort utbredningsområde och beståndet anses vara stabilt. IUCN kategoriserar arten som livskraftig.

### Namn
Svenskarna i Nya Sverige kallade arten rödfågel efter dess dåvarande amerikanska trivialnamn Red Bird. Fågeln har fått sitt trivialnamn och vetenskapliga namn efter kardinalerna i katolska kyrkan som ofta klär sig i scharlakansröda färger. Den blodlika färgen ska symbolisera kardinalens vilja att dö för sin tro. Hela familjen kardinaler är uppkallad efter röd kardinal.

## Illustrationer

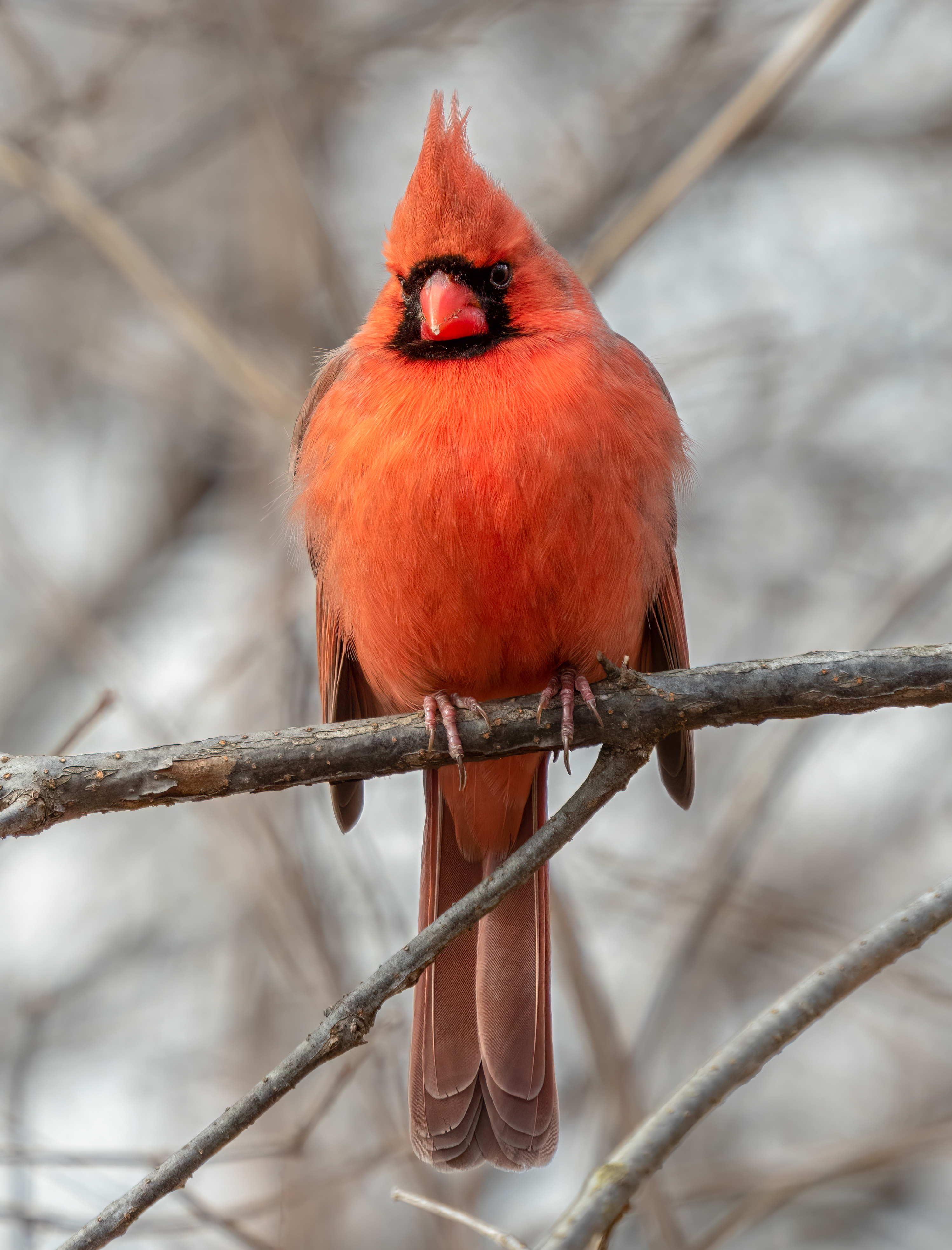
Hane.
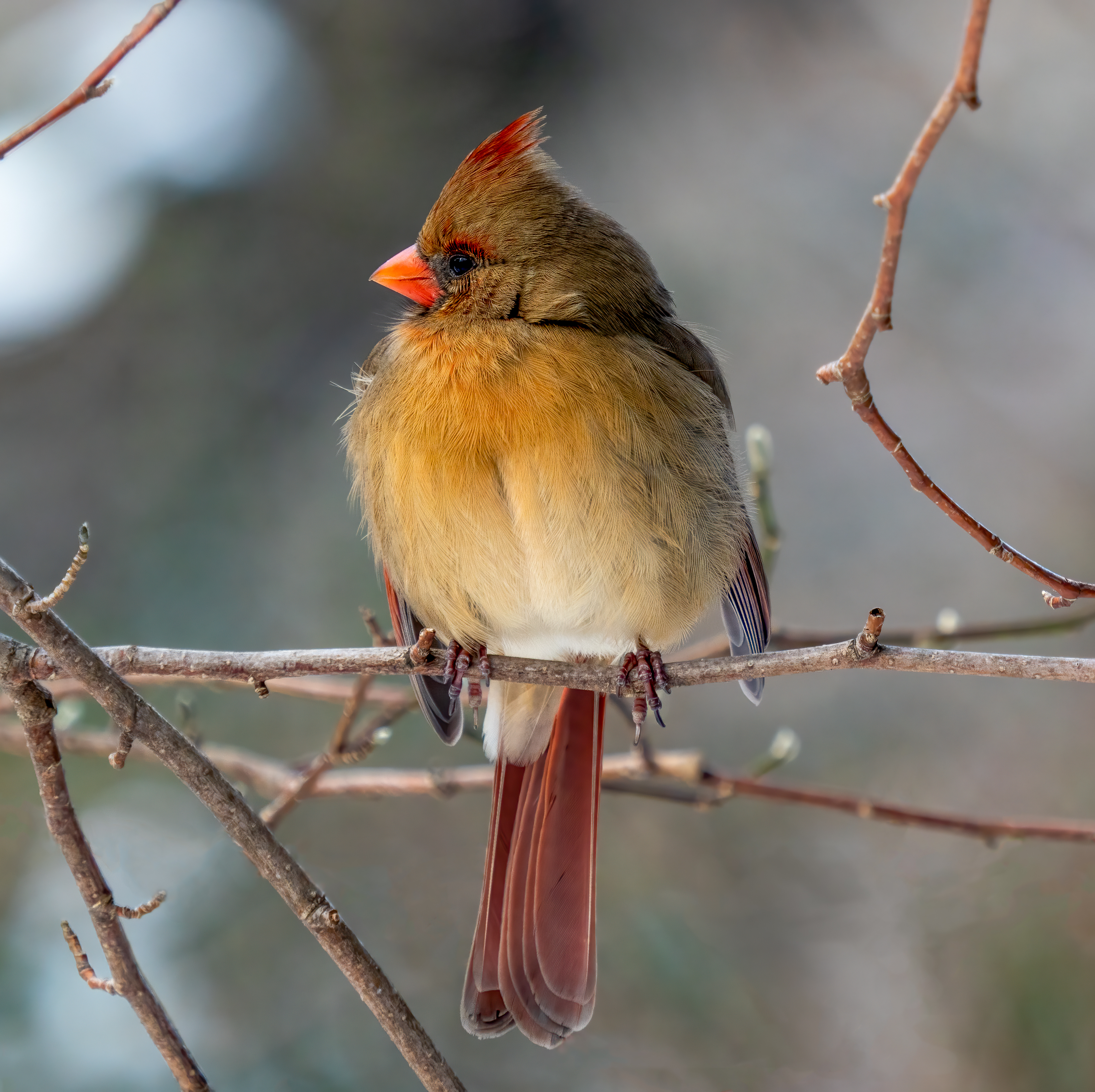
Hona.
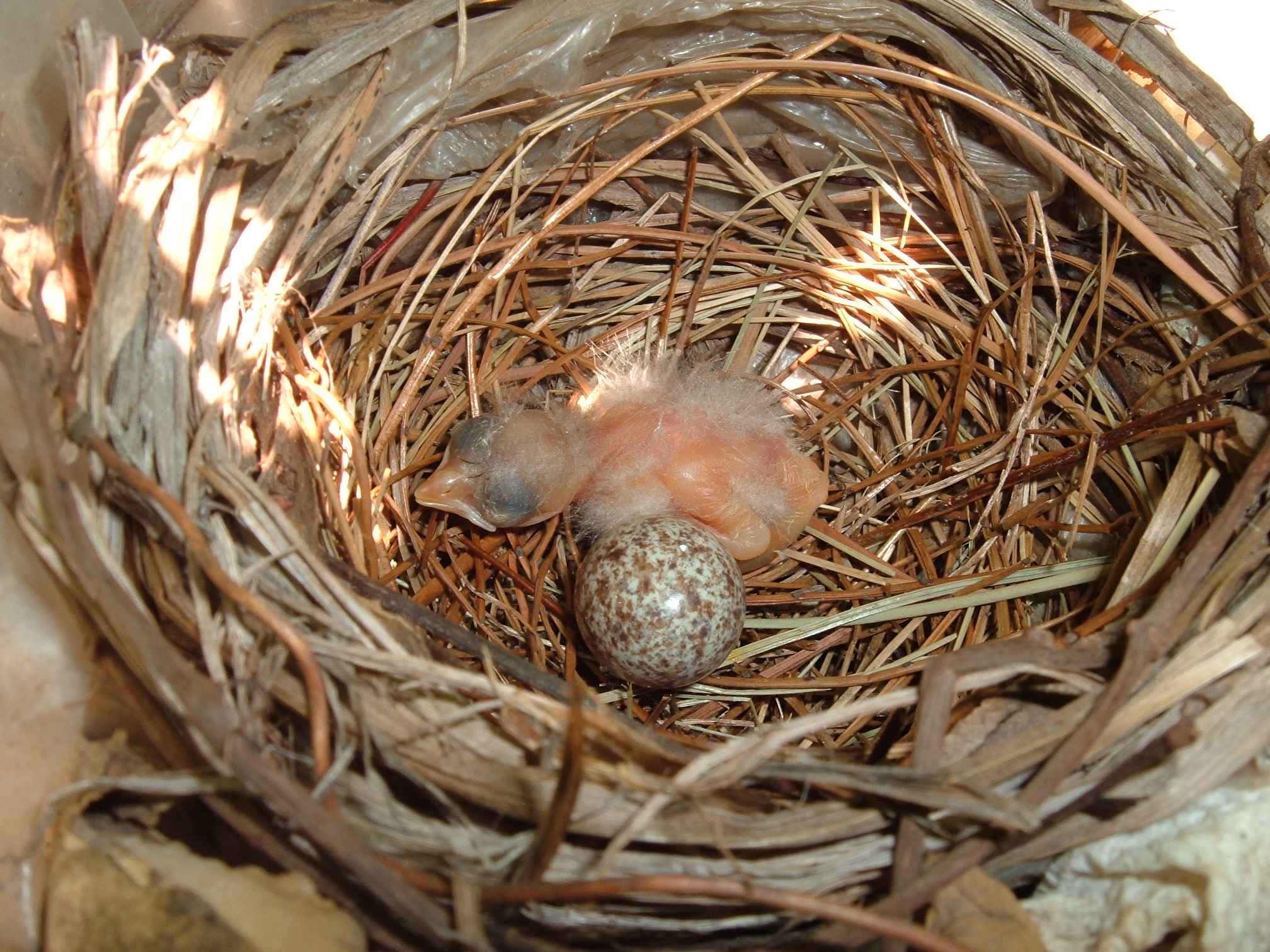
Bo, ägg och nykläckt unge.
- Video med unge som blir matad.